# Anisolophia
Anisolophia es un género de escarabajos longicornios de la tribu Acanthocinini.

## Especies
- Anisolophia cultrifera (White, 1855)
- Anisolophia glauca Melzer, 1934